# Tapis de Babar
Le tapis de Babar est un type de tapis réalisé à Babar dans les Aurès en Algérie. Réalisé en laine et en fil de lin. Le tapis de Babar est l'un des plus célèbres tapis d'Algérie[non neutre],,.